# Vasîleva Huta, Cernihiv
Vasîleva Huta (în ucraineană Василева Гута) este un sat în comuna Borovîkî din raionul Cernihiv, regiunea Cernihiv, Ucraina.

## Demografie
Componența lingvistică a localității Vasîleva Huta
     Ucraineană (98,62%)
     Belarusă (1,38%)
Conform recensământului din 2001, majoritatea populației localității Vasîleva Huta era vorbitoare de ucraineană (98,62%), existând în minoritate și vorbitori de belarusă (1,38%).